# Afonso II d'Este
Afonso II d'Este em italiano: Alfonso II d'Este, (Ferrara, 22 de novembro de 1533 - Ferrara, 27 de outubro de 1597), filho de Hércules II de Ferrara e Renata de França, foi quem ergueu mais alto a glória de Ferrara, patrono de Tasso e de Guarini. 
Em 1559 se tornou duque de Módena, Reggio e Ferrara e senhor de Rovigo. Como seu pai e seu avô, foi protetor de literatos e elevou o grande poeta Tasso à categoria de gentil-homem, com o título de poeta da corte.

## Casamentos
Casou em 1558 com Lucrécia de Médici (morta em 1562), filha de Cosme I de Médici, Duque de Florença (1519-1574) e de Leonor de Toledo. 
Em 1565 voltou a casar com Bárbara de Habsburgo (1539-1572), 11ª filha de Fernando I de Habsburgo (1503-1564) Arquiduque da Áustria, Duque da Estíria, da Caríntia, de Carniola, rei da Hungria e da Boêmia em 1526; em 1531 rei dos romanos, de 1558 a 1564 Imperador do Sacro Império Romano-Germânico, casado desde 1521 com Ana Jagelão, rainha da Boêmia e da Hungria (1503-1547).
Casou, por fim, em 1579 com Margarida Gonzaga (morta em 1618), filha de Guilherme Gonzaga, Duque de Mântua e de Monferrato.

## Sucessão
Sem ter herdeiros, legítimos ou ilegítimos, quis deixar o trono a seu primo César d'Este (1533-1628), casado com Virgínia de Médici, que o Papa declarou ilegítimo. César era filho de Afonso d'Este, Marquês de Montecchio, filho natural de Afonso I d'Este.
César acabou por obter a sucessão no Ducado de Módena e Régio mas, em 1597, o papa Clemente VIII declarou o Ducado de Ferrara como feudo vago, integrando-o nos Estados Pontifícios. Ferrara entraria em 1859 para o Reino da Itália.